# Weinbiet-Stein

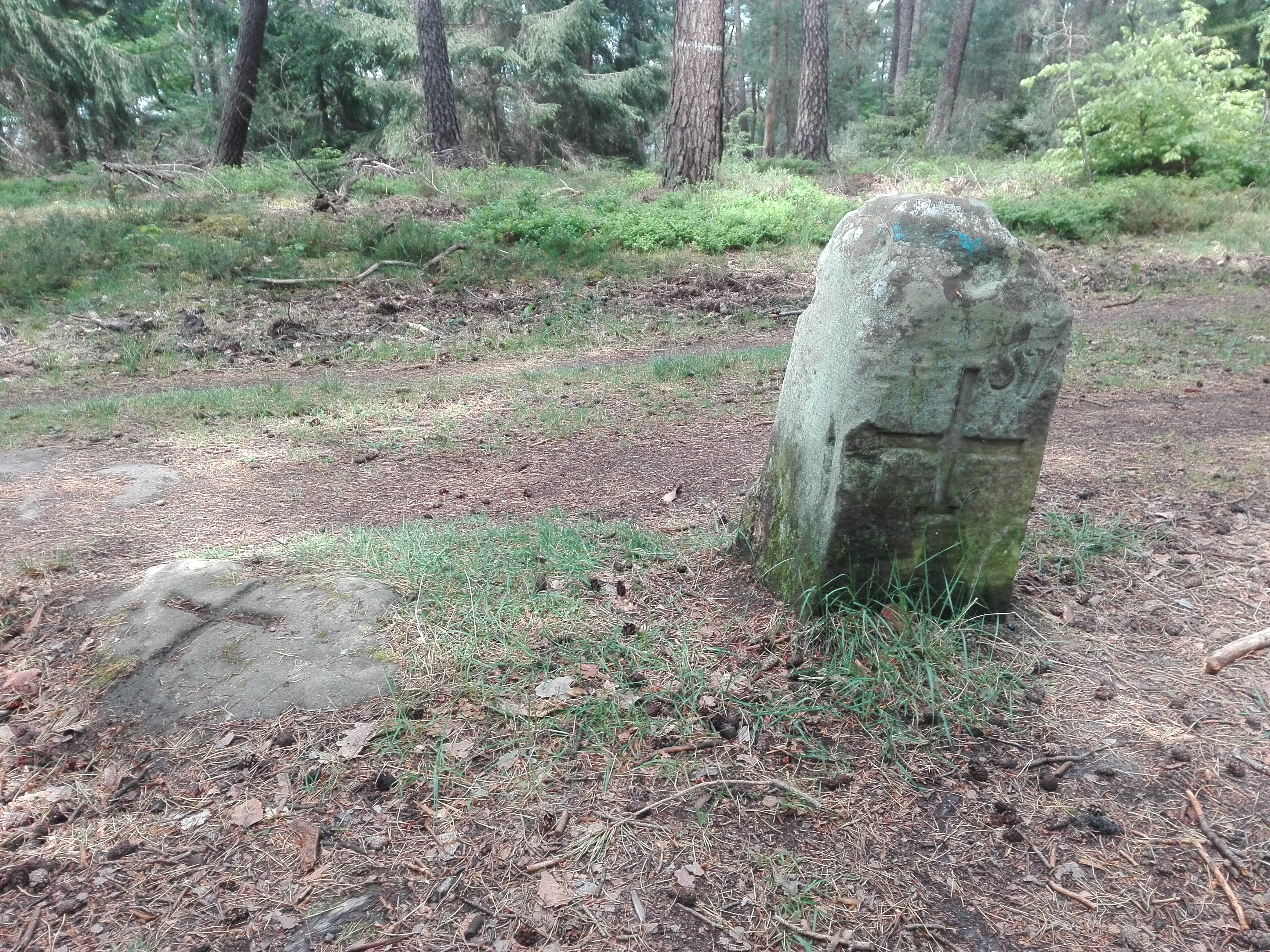
Weinbiet-Stein (links), daneben ein zusätzlicher Grenzstein

Der Weinbiet-Stein (so in amtlichen Verzeichnissen) oder das Weinbiet-Loog (so oft vor Ort und in der Literatur) im Pfälzerwald (Rheinland-Pfalz) ist ein Loogfels, der in der Denkmalliste des Landes Rheinland-Pfalz als Einzeldenkmal eingetragen ist. Solche Felsen wurden mit Einkerbungen versehen, die beispielsweise aus Wappen, Piktogrammen oder Kurztexten bestanden, um eine Grenze zu bezeichnen.

## Geographische Lage
Der Grenzfels liegt auf der Gemarkungsgrenze von Deidesheim und Gimmeldingen auf dem Weinbiet, einem Berg der Haardt, dem Ostrand des Pfälzerwalds zur Oberrheinischen Tiefebene hin. Etwa 675 m südlich des Weinbiet-Steins erhebt sich der Weinbietgipfel.
Der Loogfels markiert die Südgrenze der Stadt Deidesheim und die Nordgrenze Gimmeldingens, das heute zu Neustadt an der Weinstraße gehört. Er liegt auf einer Höhe von 491 m ü. NHN direkt neben einem Wanderweg, der mit einem weiß-blauen Balken markiert ist. Neben den Fels selbst ist noch ein zusätzlicher Grenzstein gesetzt worden.

## Name
Der Weinbiet-Stein, der dem Berg seinen Namen gab, wurde 1534 erstmals erwähnt. In einer alten Urkunde aus diesem Jahr heißt es:
Dieses Lag (= Loog) also numero 19, hat auch keinen Buchstaben und heißt das Wein Biethes Lag und hat sonsten die ausgehauenen Wahrzeichen alß von Deidesheim dieß Zeichen (hier wird das Deidesheimer Waldloogzeichen und das Haardter Waffeleisen gezeigt) und darneben der Gimmeldinger rost. Die Deidesheimer sagen, weil es auf dem wein Bieth heiße, also hetten die Alten vor Zeiten dieses anstatt eines wein Biethes einhauen lassen und man hette etwa der jugend bey umbgehung der Lag wein darinn geschütt, und wan sie trincken haben wollen, daß maul darauf gestoßen, alßo zur gedächtnuß.
In dem Eintrag wird der alte Brauch der Grenzbegehung beschrieben. Dabei wurde in einem bestimmten Turnus die Grenze abgewandert, um sich deren Verlauf zu merken. Teilnehmer waren erfahrene ältere Männer, die den Grenzverlauf genau kannten, und junge Burschen, die sich den Verlauf einprägen sollten. In einer weiteren Urkunde von 1714 findet sich eine ähnliche Beschreibung.
Ebenso wie beim Kaffenstein, der auf der gegenüberliegenden Seite des Gimmeldinger Tals liegt, sind die 1534 beschriebenen Zeichen noch heute auf dem Weinbiet-Stein zu finden.

## Bezeichnungen

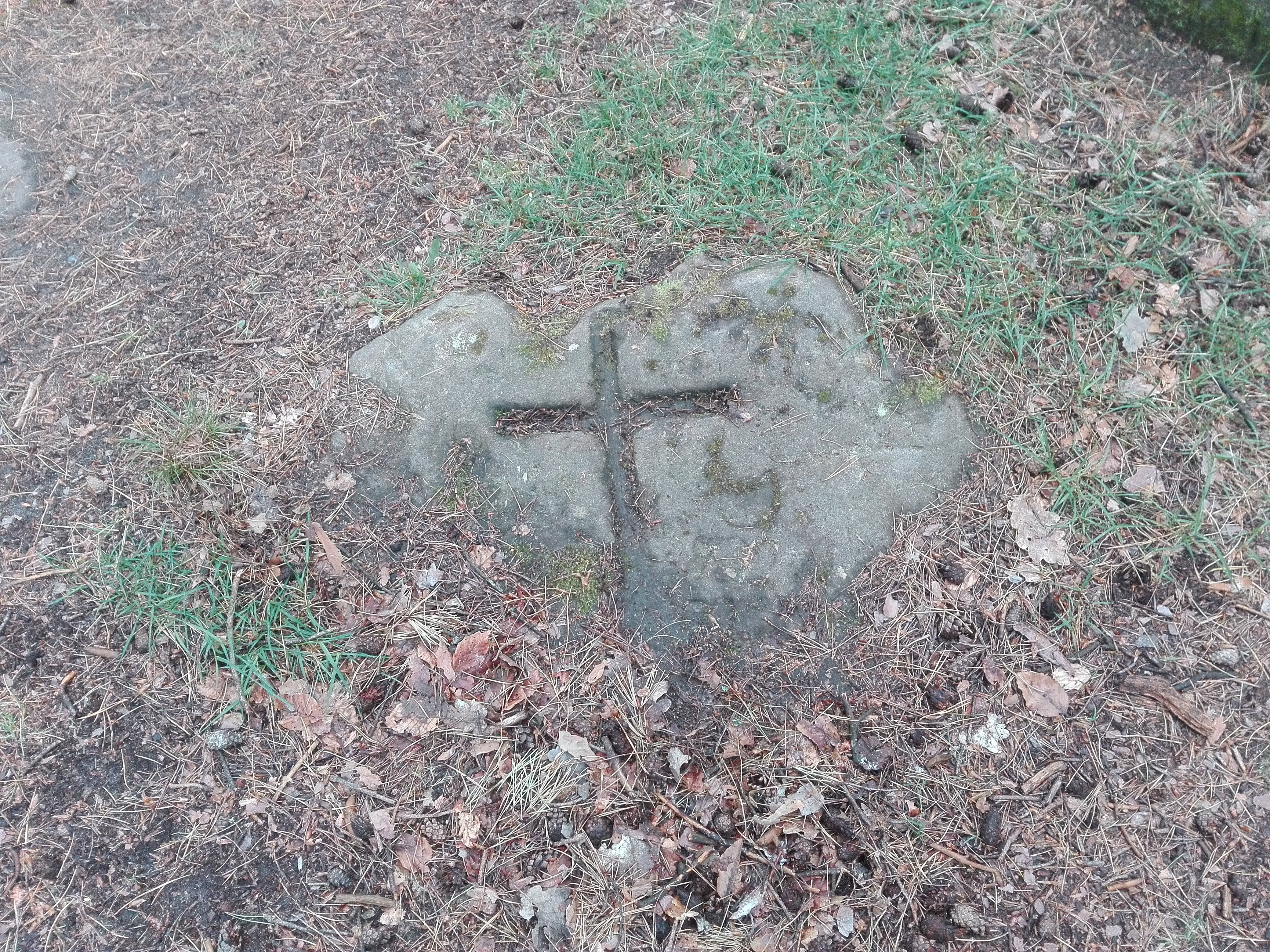
Nur das Deidesheimer Zeichen ist sichtbar, der Rest ist verdeckt.

Auf dem Stein sind folgende Zeichen eingelassen:
- Das um einen kleinen Querbalken erweiterte Kreuz als Deidesheimer Waldloogzeichen
- Das Gimmeldinger Wappen (ein stilisiertes „G“)
- Das Wappen der Kurpfalz